# Mazel Tov, Dummies!
"Mazel Tov, Dummies!" é o sétimo episódio da sétima e última temporada da série de televisão de comédia de situação norte-americana 30 Rock, assim como o 131.º da série em geral. O seu argumento foi escrito por Tracey Wigfield, que também assume o título de produtora no seriado, enquanto a realização ficou sob responsabilidade de Beth McCarthy-Miller, que recebeu uma nomeação a um prémio Emmy do horário nobre pelo seu trabalho. A transmissão original deste episódio decorreu nos Estados Unidos na noite de 29 de Novembro de 2012 através da rede de televisão National Broadcasting Company (NBC). Dentre os artistas convidados estão inclusos James Marsden, Dean Winters, Chris Parnell, John Hodgman, Melissa McMeekin, Marcella Roy, Adrienne C. Moore, Ashlie Atkinson, e Mike Sgalambro. Alice Richmond, filha da produtora executiva e criadora Tina Fey, desempenhou uma versão de sete anos de idade de Liz Lemon, enquanto o músico Tony Bennett fez uma participação interpretando uma versão fictícia de si mesmo.
O enredo do episódio revolve em torno da decisão de Liz e do seu namorado Criss Chros (Marsden) de contrairem matrimónio depois de perceberem que isso facilitaria a adoção de uma criança. Embora Liz inicialmente minimize a importância de um casamento, afirmando que não se importa com uma cerimónia tradicional, acaba por admitir que deseja um dia especial. Entretanto, depois de uma visita ao médico, Tracy Jordan (Tracy Morgan) descobre ser extremamente saudável e que vai viver muito mais tempo do que esperava, levando a uma pequena crise existencial. Ao mesmo tempo, Jenna Maroney (Jane Krakowski) lida com um fã que tenta reclamá-la depois de ter acumulado um milhão de pontos Surge Cola, mas fica desapontada ao descobrir que agora vale muito menos do que pensava.
Em geral, "Mazel Tov, Dummies!" foi recebido com aclamação universal pelos membros da crítica especialista em televisão do horário nobre, que o viu como um episódio de destaque pela sua mistura perfeita de humor e momentos emocionantes, mantendo-se fiel à personagem peculiar de Liz Lemon e proporcionando um casamento pouco convencional mas emocionalmente satisfatório. Diversas publicações, como a revista Paste, consideram-no o melhor episódio de 30 Rock. Detalhes como o vestido de Princesa Leia de Liz, os anéis de leilão da polícia e a sua luta contra as expectativas da sociedade foram constatados como responsáveis pela criação de uma conclusão engraçada e significativa para a história da personagem principal. As tramas secundárias tenham sido analisadas como alívio cómico, o episódio foi elogiado por evitar os clichés típicos de casamentos de comédias de situação.
Em termos de audiência, segundo os dados publicados pelo serviço de registo Nielsen Ratings, "Mazel Tov, Dummies!" foi assistido em 3,61 milhões de domicílios ao longo da sua transmissão original norte-americana, um recorde para a temporada, e foi-lhe atribuída a classificação de 1,2 e quatro de share no perfil demográfico dos telespectadores entre os dezoito aos 49 anos de idade, o melhor desempenho alcançado por 30 Rock desde "Governor Dunston". Além disso, marcou a terceira vez consecutiva que 30 Rock registou uma melhoria em relação ao episódio anterior em número total de telespectadores.

## Produção e desenvolvimento

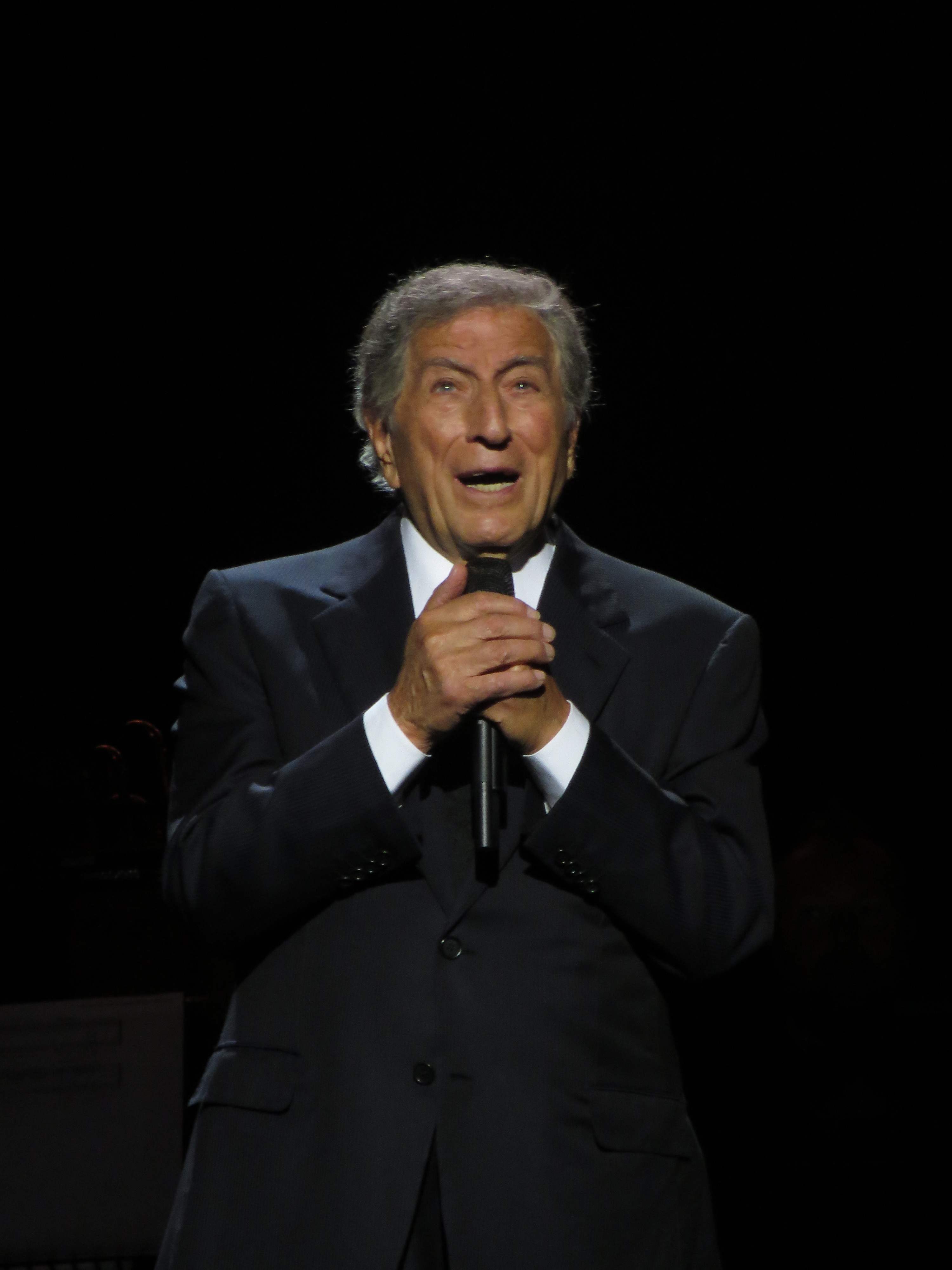
"Mazel Tov, Dummies!" foi a aparição final de Tony Bennett em uma série de televisão, antes da sua morte em Julho de 2023.

"Mazel Tov, Dummies!" é o sétimo episódio da sétima e última temporada de 30 Rock. O seu enredo foi redigido por Tracey Wigfield, que também assume o título de produtora no seriado. Esta foi a sua oitava e penúltima vez a trabalhar no guião de um episódio da série, assim como a primeira nesta temporada. Para Beth McCarthy-Miller, a realizadora de "Mazel Tov, Dummies!", este foi o seu 22.º crédito por esta função e o primeiro nesta temporada. McCarthy-Miller é uma antiga membro da equipa de realizadores do Saturday Night Live (SNL), um programa de televisão humorístico norte-americano transmitido pela NBC no qual Tina Fey — argumentista-chefe, criadora, produtora executiva e atriz principal de 30 Rock — foi argumentista-chefe entre 1999 e 2006. O ator e comediante Chris Parnell, que em "Mazel Tov, Dummies!" fez a sua 22.ª e penúltima participação especial em 30 Rock desempenhando o Dr. Leo Spaceman, também foi integrante do elenco do SNL. 30 Rock é muitas vezes visto como um reflexo cómico do SNL, e Liz Lemon como uma versão ficcionada de Fey, encarnando as dificuldades de liderar um programa cómico num ambiente dominado por homens, tal como o seu papel na vida real no SNL. Vários ex-alunos do SNL desempenharam papéis importantes ou fizeram participações especiais em 30 Rock, tais como Fred Armisen, Kristen Wiig, Will Ferrell, Jimmy Fallon, Amy Poehler, Julia Louis-Dreyfus, Bill Hader, Jason Sudeikis, Tim Meadows, Molly Shannon, Siobhan Fallon Hogan, Gilbert Gottfried, Tim Meadows, Bobby Moynihan, Rachel Dratch, Will Forte, Jan Hooks, Horatio Sanz, e Rob Riggle. Tanto Tracy Morgan como Fey já integraram o elenco do SNL, com Fey tendo sido ainda a primeira apresentadora feminina do segmento Weekend Update. Além de McCarthy-Miller, outros membros da equipa de 30 Rock que trabalharam em SNL são John Lutz, argumentista entre 2003 a 2010, e Steve Higgins, argumentista e produtor do SNL de 1995 a 2009. Alec Baldwin, apesar de nunca ter sido membro do elenco do SNL, detém o recorde de ser o anfitrião do programa por mais vezes, com dezassete vezes.
"Mazel Tov, Dummies!" marcou o retorno do ator Dean Winters a 30 Rock, fazendo dele uma de três estrelas convidadas que participaram de todas temporadas da série. A sua 13.ª e última participação no seriado como Dennis Duffy foi anunciada através de uma conferência de imprensa da NBC a 14 de Novembro de 2012. No dia seguinte, a rede revelou o enredo deste episódio, levando membros da imprensa a especularem qual seria o envolvimento de Dennis no casamento de Liz, visto que Liz teve o seu relacionamento amoroso mais duradouro com ele. Esta revelação foi acompanhada pelo convite para o casamento, no qual são usados os nomes verdadeiros do casal, Elizabeth Miervaldis Lemon e Crisstopher Rick Chross, e a afirmação de que esta cerimónia não aconteceria "de uma forma arrepiante que perpetua a ideia de que as noivas são virgens e as mulheres são propriedade masculina." O convite também especifica que os convidados deveriam planear "trazer os vossos próprios petiscos." Segundo Tina Fey, intérprete de Liz que também criou o seriado e assume as funções de argumentista-chefe e produtora executiva, declarou que "Mazel Tov, Dummies!" é um dos seus três episódios favoritos de 30 Rock porque Liz "conseguiu encontrar o amor sem comprometer quem é. E estou feliz por o Dennis Duffy ter estado no casamento dela, mas não como noivo." Alice Richmond, filha de Fey que na altura tinha sete anos de idade, fez uma participação em "Mazel Tov, Dummies!" a desempenhar uma versão de sete anos de idade de Liz numa cena de analepse que revela a origem do rolo de olhos caraterístico da personagem. Esta foi a sua estreia em um papel televisivo e a sua única participação em 30 Rock. Fey muitas vezes afirmou afirmou que Alice influenciou a série de diversas formas, inclusive tendo originado a expressão "I want to go to there."

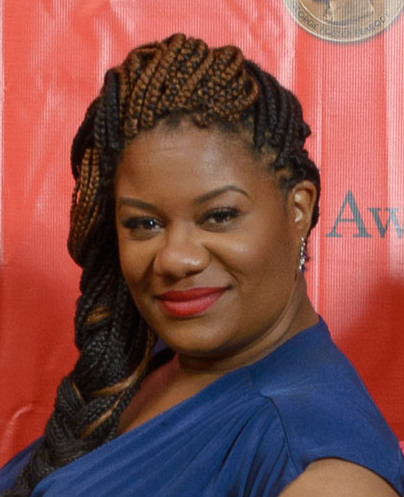
Adrienne C. Moore fez uma participação neste episódio, a sua segunda em 30 Rock.

O comediante John Hodgman também participou deste episódio como Terry, o homem que aparece para assumir propriedade de Jenna após acumular pontos suficientes da bebida Surge. Segundo a editora Whitney Pastorek, da coluna Vulture da New York Magazine, esta foi uma participação muito antecipa e teria sido uma injustiça caso Hodgman jamais conseguisse aparecer em 30 Rock antes do seu encerramento. Por outro lado, embora o nome do ator Scott Adsit, intérprete da personagem Pete Hornberger em 30 Rock, tenha sido listado na sequência de abertura, ele não participou de "Mazel Tov, Dummies!". A atriz que interpretou Shanice neste episódio, Adrienne C. Moore, também interpretou a gerente de uma loja de artigos para o lar que apanha Liz e Chris a tentarem melhorar um pouco a sua vida sexual. Em "Mazel Tov, Dummies!", a sua personagem é uma funcionária da agência matrimonial da Câmara Municipal de Nova Iorque que paquera Criss. O músico Tony Bennett participou de "Mazel Tov, Dummies!" desempenhando uma versão fictícia de si mesmo. Ele cantou os temas "Just in Time" (1956) durante o casamento de Liz e Criss e "I've Got the World on a String" (1932). Esta foi a sua aparição final em uma série de televisão, tendo falecido a 21 de Julho de 2023. Em uma das cenas do episódio, numa chamada telefónica, Jack diz a Liz que Bennett é capaz de chamar-lhe de Tina porque Jack disse que Liz era italiana. Logo após, Liz desliga a chamada na cara dele e Jack põe-se a rir. Segundo Britt Hayes, do ScreenCrush, esta risada de Jack foi um momento de quebra de personagem de Alec Baldwin, intérprete de Jack. Numa esquete recorrente que começou em 2002 no SNL chamado The Tony Bennett Show, Baldwin interpretou uma versão fictícia de Bennett.
Em "Mazel Tov, Dummies!", a personagem desempenhada por Tracy Morgan é atropelada duas vezes por um táxi, o que reforça a sua convicção de que deve viver a vida ao máximo, pois a morte pode chegar a qualquer altura. Em 2014, Morgan esteve envolvido num trágico acidente de viação quando viajava num autocarro-limusina, no qual sofreu danos extensos no seu sistema nervoso.
Judah Friedlander, intérprete do argumentista Frank Rossitano em 30 Rock, é conhecido pela sua coleção de chapéus de camionista adornados com vários slogans, frases e palavras. Esta caraterística não é apenas um adereço aleatório, mas sim uma parte integrante da personalidade de Frank e do humor da série. Segundo Friedlander, ele desenha e cria estes chapéus pessoalmente, tendo originado chapéus suficientes para usar um diferente em cada cena de 30 Rock, o que se traduz em cerca de três chapéus por episódio. O conteúdo dos chapéus de Frank reflete frequentemente a sua personalidade sarcástica, interesses peculiares ou referências à cultura popular. Alguns exemplos notáveis incluem erros ortográficos, frases nostálgicas e afirmações bizarras que dão uma ideia do carácter de Frank antes mesmo de ele falar. Ocasionalmente, os chapéus são incorporados no enredo, acrescentando uma camada extra de comédia. A personalidade de Friedlander na vida real também envolve o uso de chapéus semelhantes durante as suas actuações de comédia stand-up. Muitas vezes, ostenta nesses chapéus títulos ou capacidades ultrajantes, como "Campeão do Mundo" em diversas línguas, o que contrasta humoristicamente com o seu comportamento descontraído. Em "Mazel Tov, Dummies!", Frank usa um boné que lê "Going Stron." Friedlander afirmou que Frank é baseado em pelo menos dois guionistas com quem trabalhou durante o tempo de Tina Fey no SNL. Embora a aparência de Frank, incluindo os seus chapéus, seja geralmente consistente ao longo da série, houve uma exceção notável na qual ele apareceu sem o seu boné caraterístico e barbeado, mostrando um aspeto drasticamente diferente.

## Enredo
Depois de mais um teste de gravidez negativo, Liz Lemon (Tina Fey) e Criss Chros (James Marsden) estão desesperados como nunca por um bebé. Enquanto comem batatas fritas com queijo para lamentar num restaurante, cruzam-se com Dennis Duffy (Dean Winters) e sua esposa Megan (Melissa McMeekin), que adotaram uma criança afro-americana a quem nomearam Dennis Negro. Liz fica horrorizada pelo casal ter sido autorizado a adotar só por serem casados. Furiosos, Liz e Criss decidem casar-se na Câmara Municipal de Nova Iorque no dia seguinte. Ao chegarem à Câmara Municipal vestidos com as suas piores roupas, Liz fica surpreendida com todos os outros casais apaixonados e felizes por celebrarem o seu dia "especial," principalmente porque não concorda com a cerimónia típica de um casamento. No entanto, Criss, sob a intenção subliminar de fazê-la mudar de ideias, diz-lhe que se esqueceu da sua certidão de nascimento em casa. Durante o tempo em que ele volta ao apartamento, ela decide procurar duas testemunhas num parque próximo. Quando Criss regressa, vestindo a camisola de gola alta que usava quando se conheceram, e tendo conseguido que Dennis e a sua família servissem de testemunhas, Liz sucumbe ao drama emocional e admite que quer, de facto, ser uma princesa no dia do seu casamento. Ambos decidem que se vão vestir bem e casar de uma forma "especial," com alianças, flores e tudo ao qual têm direito. Enquanto procurava um vestido para usar no casamento, Liz apercebeu-se que o seu armário é demasiado deprimente e que o único vestido branco que tem é um fato da Princesa Leia, pelo que decide usá-lo. No final, o casal troca joias compradas num leilão da polícia que estava a decorrer na porta ao lado; Liz ficou com um anel de um traficante de droga morto, e Criss com um bocal de ouro que ficou preso no lábio de Liz quando a beijou.
Entretanto, Tracy Jordan (Tracy Morgan) faz uma pausa na escolha de um guião para o seu próximo filme e faz o exame médico do seguro, administrado pelo Dr. Spaceman (Chris Parnell). Apesar de todas as coisas que lhe aconteceram ao longo dos últimos anos, parece não haver nada de errado com ele, uma má notícia para Tracy, que sempre pensou que morreria jovem e, por isso, nunca se preparou para nada. Então, ele começa a se comportar como um adulto responsável. Isto incluiu se livrar da sua piranha radioativa de estimação, substituir o seu fundo para um chapéu de motosserra pelo fundo para a faculdade dos filhos, planear a sua reforma, ler propostas de filmes e escovar os dentes. Na sua tristeza, ele atravessa a rua e é atropelado por um táxi. Num estado inconsciente, ele tem uma visão de Jack vestido de Harriet Tubman a aconselhar-lhe sobre a vida. Quando Tracy acorda, vê Liz a sair do táxi que lhe atropelou e parabeniza-lhe pelo casamento. Depois disto, anuncia a Dotcom e Grizz o seu plano de produzir um filme sobre Tubman.
Ao mesmo tempo, há alguns anos, Jenna Maroney (Jane Krakowski) tinha protagonizado um anúncio comercial para a bebida energética Surge e declarado que a primeira pessoa a acumular um milhão de pontos poderia ficar com ela. Terry (John Hodgman), um fã e apreciador de Surge, abordou-lhe na rua e revelou ter conseguido um milhão de pontos mas, felizmente, Jack Donaghy (Alec Baldwin) convenceu-o de que, uma vez que possuir Jenna e mantê-la numa gaiola (o seu plano original) é ilegal, ele deveria apenas reclamar o equivalente ao seu valor monetário, USD 2 mil. Jenna fica ofendida com esta conclusão e destroçada por valer tão pouco. Porém, enquanto tenta confortá-la, Jack apercebe-se que vale ainda menos, o que deixa Jenna feliz.

## Referências culturais

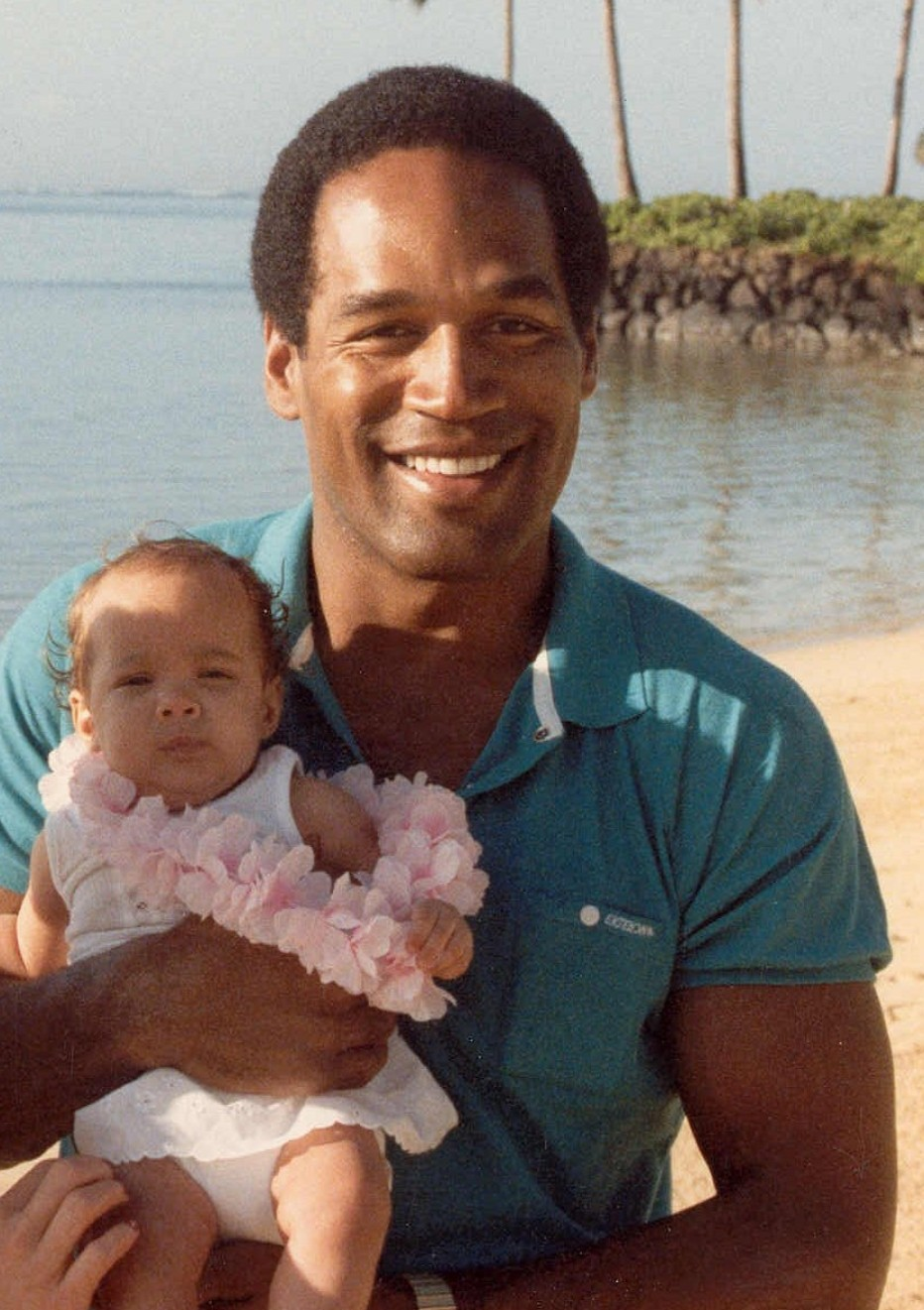
Foi revelado neste episódio que a personagem Jenna já namorou com OJ Simpson.

### Análises da crítica

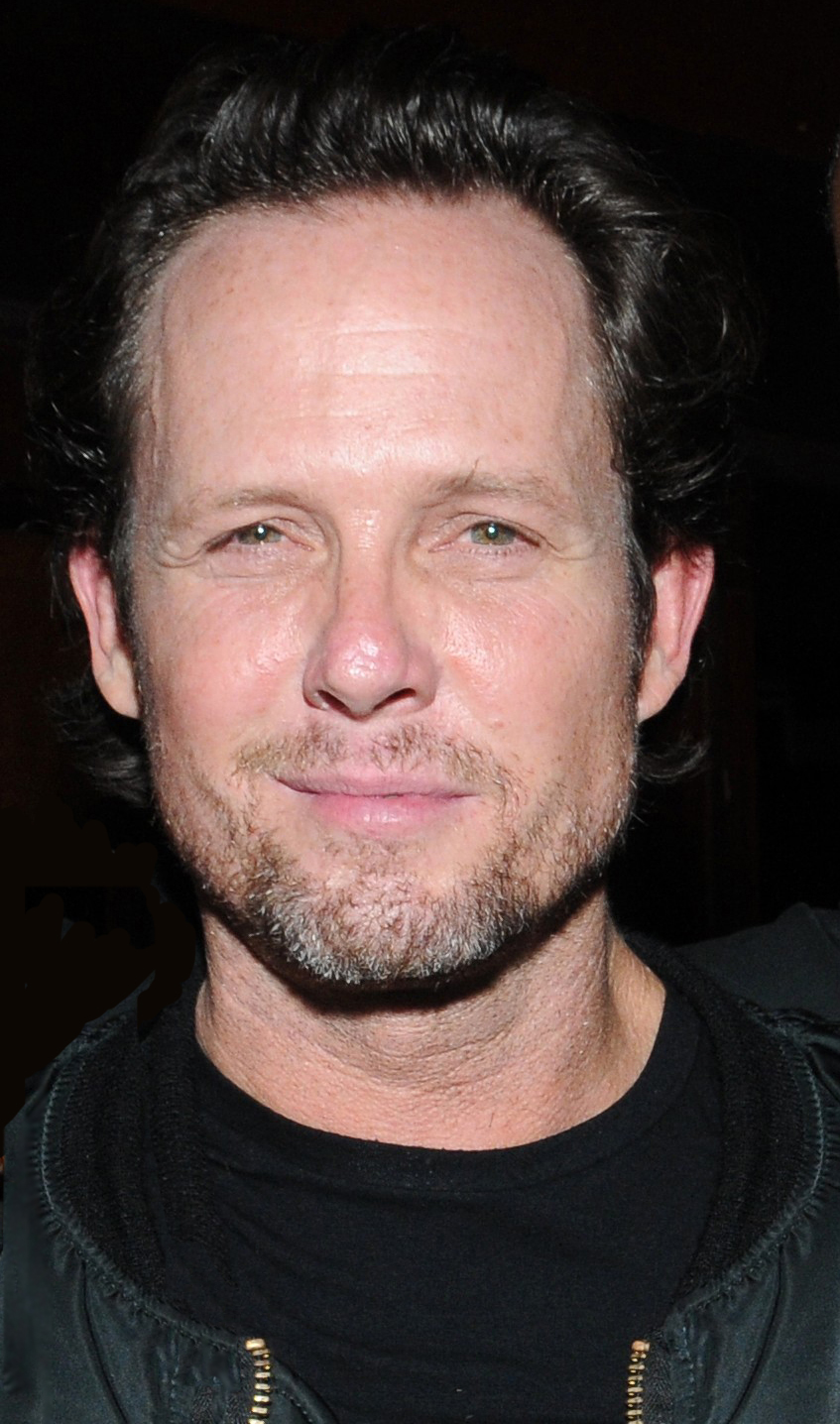
O retorno de Dean Winters na sua aparição final em 30 Rock foi amplamente elogiado pela crítica.